# Wolfraamerts

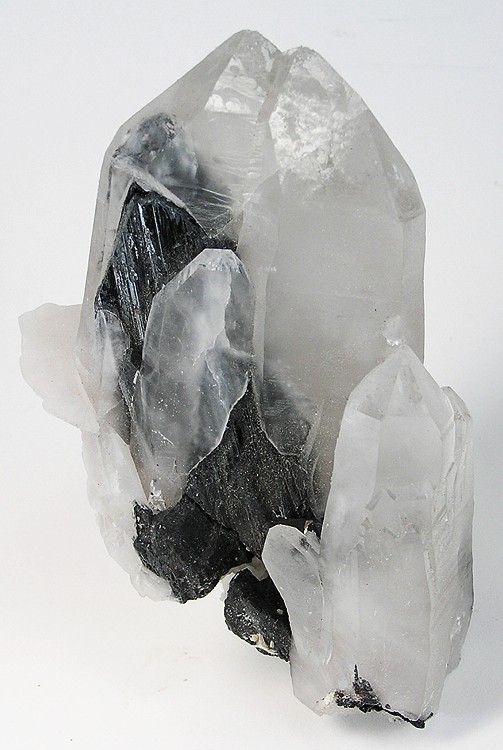
In Korea gevonden ferberiet ingesloten in kwarts

Wolfraamerts is een gesteente waaruit het metaal wolfraam kan worden gewonnen. De ertsmineralen van wolfraam zijn wolframiet, scheeliet en ferberiet. Wolfraam wordt gebruikt voor het maken van vele legeringen, het is een belangrijke component van pantserstaal. Vanwege de hoge smelttemperatuur van het metaal wordt wolfraamdraad gebruikt als gloeidraad in gloeilampen.
Wolfraamertsgesteenten vinden hun oorsprong hoofdzakelijk in magma's en hydrothermale circulaties die worden geassocieerd met felsische vulkanische intrusies. De belangrijkste vindplaats van het erts in Europa is in Portugal.